# Біоеквівалентність
Біоеквівалентність означає що за результатами належним чином проведеного дослідження підтверджена відсутність суттєвої різниці в швидкості і ступені, з якою діюча речовина або її активний компонент у фармацевтично еквівалентних або фармацевтично альтернативних препаратах стають доступними в місці дії препарату при введенні в тій же молярній дозі в аналогічних умовах.
Небіоеквівале́нтність — порівняльна оцінка біодоступності двох лікарських препаратів. Цим терміном позначають ситуацію, коли два лікарські препарати, що виготовлені різними виробниками є фармацевтично еквівалентними (та сама лікарська речовина, в тому самому номінальному дозуванні, в тій самій лікарській формі), однак мають різну біодоступність, тобто різний фармакокінетичний профіль, що в свою чергу впливає на прояв фармакологічного ефекту лікарського препарату.   Також, небіоеквівалентними можуть бути лікарські препарати, виготовлені одним виробником, але різними серіями. Тобто, небіоеквівалентність - поняття, протилежне поняттю біоеквівалентність.
У зв'язку зі зростанням частки генеричних лікарських препаратів у середовищі світового фармацевтичного ринку перед лікарем та клінічним провізором постає гостра проблема взаємозамінності між оригінальними та генеричними, а також між різними генеричними лікарськими препаратами.